# Samarium-159
Samarium-159 of 159Sm is een radioactieve isotoop van samarium, een lanthanide. De isotoop komt van nature niet op Aarde voor.
Samarium-159 ontstaat onder meer bij het radioactief verval van promethium-159.
{\displaystyle {\ce {{^{159}_{61}Pm}->{^{159}_{62}Sm}+{e^{-}}+{\bar {\nu }}_{e}}}}

## Radioactief verval
Samarium-159 vervalt door β−-verval naar de radio-isotoop europium-159:
{\displaystyle {\ce {{^{159}_{62}Sm}->{^{159}_{63}Eu}+{e^{-}}+{\bar {\nu }}_{e}}}}
De halveringstijd bedraagt 11,4 seconden.
128Sm · 129Sm · 130Sm · 131Sm · 132Sm · 133Sm · 134Sm · 135Sm · 135mSm · 136Sm · 136mSm · 137Sm · 137mSm · 138Sm · 139Sm · 139mSm · 140Sm · 141Sm · 141mSm · 142Sm · 143Sm · 143m1Sm · 143m2Sm · 144Sm · 144mSm · 145Sm · 145mSm · 146Sm · 147Sm · 148Sm · 149Sm · 150Sm · 151Sm · 151mSm · 152Sm · 153Sm · 153mSm · 154Sm · 155Sm · 156Sm · 156mSm · 157Sm · 158Sm · 159Sm · 160Sm · 161Sm · 162Sm · 163Sm · 164Sm · 165Sm · 166Sm